# Voo USAir 427
O Voo USAir 427 era um voo regular do Aeroporto Internacional O'Hare, Chicago, para o Aeroporto Internacional de Pittsburgh, Pittsburgh, com o destino final no Aeroporto Internacional de Palm Beach, Condado de Palm Beach, Flórida, Estados Unidos. Em 8 de setembro de 1994, quinta-feira, um Boeing 737 realizado a rota caiu ao se aproximar da pista 28R do Aeroporto Internacional de Pittsburgh, localizado no Município de Findlay, Condado de Allegheny, Pensilvânia, que na época era o maior hub da companhia aérea.
Após a mais longa investigação da história do Conselho Nacional de Segurança nos Transportes (NTSB), foi determinado que a causa provável do acidente foi o mau funcionamento do leme da aeronave e virou na direção oposta aquela comandada pelos pilotos, fazendo com que o avião entrar em um estol aerodinâmico da qual os pilotos não conseguiram recuperar. Todas as 132 pessoas a bordo da aeronave morreram, resultando no acidente aéreo mais mortal da história da Pensilvânia.

## Aeronave e tripulação
A aeronave envolvida era um Boeing 737-3B7 prefixo N513AU, antes registrado como N382AU. A aeronave realizou o primeiro voo em 24 de setembro de 1987 e entregue à USAir em 8 de outubro de 1987, equipada com dois motores CFM56-3B2. A aeronave havia registrado aproximadamente 18 800 horas de voo antes do acidente.
A tripulação de voo consistia no Capitão Peter Germano, de 45 anos, que foi contratado pela USAir em fevereiro de 1981, e o primeiro oficial Charles B. "Chuck" Emmett III, de 38 anos, que foi contratado em fevereiro de 1987 pela Piedmont Airlines (que fundiu com a USAir em 1989). Ambos eram considerados excelentes pilotos e ambos eram muito experientes: o capitão Germano registrou aproximadamente 12 000 horas de voo (incluindo 4 064 no Boeing 737), enquanto o primeiro oficial Emmett registrou 9 000 horas de voo, com 3 644 delas no Boeing 737. Os comissários de bordo Stanley Canty e April Slater foram contratados em 1989 pela Piedmont Airlines. A comissária de bordo Sarah Slocum-Hamley foi contratada em outubro de 1988 pela USAir.

## Acidente
Durante sua chegada em Pittsburgh, o Voo 427 foi sequenciado por trás do Voo Delta Air Lines 1083, um Boeing 727. Em nenhum momento o Voo 427 esteve mais perto do que 6,1 milhas do Delta 1083, de acordo com dados de radar. O Voo 427 estava em aproximação a 6.000 pés (1.800 m) de altitude, na configuração dos flaps 1 e a aproximadamente 190 nós (351 km/h).
Às 19h02min57s, a aeronave entrou na esteira de turbulência do 727 da Delta em que foi sequenciada atrás, e houve três baques repentinos, sons de cliques e um baque mais alto, após o qual o 737 começou a inclinar e cair para a esquerda. Quando a aeronave caiu, Germano exclamou "Espere!" inúmeras vezes, enquanto Emmett, sob esforço físico, disse: "Oh, merda!". Germano exclamou: "O que diabos é isso?". Quando o controle de tráfego aéreo notou o Voo 427 descendo sem permissão, Germano ligou o microfone e declarou: "Quatro e vinte e sete, emergência!". O microfone ficou ligado pelo resto da situação, resultando nas seguintes exclamações na cabine sendo ouvidas na torre em Pittsburgh. A aeronave continuou a girar enquanto despencava com o nariz apontado para baixo, no ponto em que contra o aumento acentuado das forças G, Germano gritou "Puxe!" três vezes consecutivas antes de gritar, durante as quais Emmett disse "Deus, não" segundos antes do impacto. Com inclinação de 80° nariz para baixo e inclinação de 60° para a esquerda enquanto viajava a aproximadamente 480 km/h, o 737 bateu no solo e explodiu às 19h03min25 no Município de Township, Condado de Beaver, perto de Aliquippa aproximadamente 28 segundos após entrar na esteira de turbulência.

## Investigação
O Conselho Nacional de Segurança nos Transportes investigou o acidente. Todos os 127 passageiros e cinco membros da tripulação morreram. Pela primeira vez na história do NTSB, os investigadores foram obrigados a usar roupas de risco biológico pelo corpo inteiro ao inspecionar o local do acidente. Como resultado da gravidade do impacto do acidente, os corpos dos passageiros e da tripulação foram gravemente fragmentados, levando os investigadores a declarar o local como um perigo biológico, exigindo 2 000 sacos para os 6 000 restos humanos recuperados. A USAir teve dificuldade em determinar a lista de passageiros do Voo 427, enfrentando confusão em relação a cinco ou seis passageiros. Vários funcionários do Departamento de Energia dos Estados Unidos tinha passagens para voos posteriores, mas as usou para voar no Voo 427. Uma criança não tinha passagem. Entre as vítimas do acidente estava o neurologista Walter Heiligenberg.
O gravador de voz da cabine e o gravador de dados de voo foram recuperados e usados para a investigação. Devido aos parâmetros limitados registrados pelo gravador de dados, os investigadores não tiveram acesso à posição das superfícies de controle de voo (leme, ailerons, profundor, etc.) para o acidente. No entanto, dois parâmetros registrados pelo gravador de dados foram cruciais, sendo um o rumo da aeronave e o outro a posição do manche de controle de inclinação. Durante a aproximação, o Voo 427 encontrou uma esteira de turbulência do Delta 1083. A FAA no entanto, determinou que "apenas o encontro com o vórtice de esteira não teria causado a mudança contínua de direção que ocorreu depois das 19h03". A mudança abrupta de direção pouco antes do mergulho apontou os investigadores imediatamente para o leme. Devido à ausência de posições do pedal do leme nos dados, os investigadores tiveram que determinar se o leme moveu-se com força devido a uma avaria ou por comando do piloto. Isso, por sua vez, fez com que o gravador de voz fosse mais profundamente examinado do que a maioria das outras gravações, pois as declarações e a respiração dos pilotos poderiam dizer aos investigadores se eles estavam lutando pelo controle de um mau funcionamento do leme ou inadvertidamente pisaram no pedal do leme errado em excitação da esteira de turbulência. A Boeing considerou o último mais provável, enquanto a USAir e o Air Line Pilots Association, International consideraram o primeiro mais provável. O gravador de dados revelou que depois que a aeronave despencou, ela junto com a tripulação e os passageiros foram submetidos a uma carga de 4 g durante todo o mergulho até o impacto com o solo em uma atitude de nariz para baixo de 80 graus viajando a aproximadamente 482 km/h sob glissada significativa.
A leitura dos dados do manche de controle do gravador de dados revelou que os pilotos cometeram um erro crucial puxando o manche de controle durante o mergulho com o stick shaker audível no gravador de voz desde o início do mergulho. Isso aumentou o ângulo de ataque da aeronave, removeu toda a funcionalidade do aileron, impediu a recuperação do rolamento induzido pelo leme e causou um estol aerodinâmico. Como a aeronave havia glissado, puxar o manche só agravou ainda mais o ângulo de inclinação. Os pilotos de teste da Boeing reencenaram o mergulho fatal em um simulador, bem como em um 737-300 de teste, voando os mesmos parâmetros no gravador de dados do acidente, e descobriram que a recuperação de um leme totalmente desviado em voo nivelado, enquanto a uma velocidade de cruzamento de 190 nós, foi conseguido girando a roda na direção oposta da rotação, e não puxando o manche para recuperar a funcionalidade do aileron. A FAA mais tarde comentou que o gravador de voz provou que os pilotos falharam em utilizar o gestão dos recursos da tripulação adequados durante a queda, continuando a aplicar o elevador para cima após receber um aviso de estol. O NTSB observou que nenhuma companhia aérea jamais treinou um piloto na técnica de recuperação adequada para a situação vivida pelos pilotos e que os pilotos tinham apenas 10 segundos desde o início da curva para solucionar o problema antes que a recuperação da aeronave fosse impossível.
Os investigadores descobriram mais tarde que a unidade de controle de força do leme recuperada era muito mais sensível a testes de bancada do que outras unidades. O mecanismo exato da falha envolveu a eletroválvula, que permanece dormente e fria durante grande parte do voo em grandes altitudes, apreendendo após ser injetada com fluido hidráulico quente que esteve em ação contínua em todo o avião. Essa condição específica ocorreu em menos de 1% dos testes de laboratório, mas explicou o mau funcionamento do leme que causou a queda do Voo 427. O travamento não deixou nenhum vestígio de evidência depois que ocorreu e um engenheiro da Boeing mais tarde descobriu que um congestionamento sob esta condição controlada também poderia fazer com que o slide se movesse na direção oposta à ordenada. Diante disso, a Boeing sentiu que os resultados do teste não eram do mundo real e não eram aplicáveis devido aos extremos sob os quais a válvula foi testada. A Boeing afirmou que a reversão do leme foi mais provavelmente psicológica, comparando-a a exemplos quando um humano entra em pânico e pretende pisar no freio durante um acidente automotivo, mas acidentalmente pressiona o pedal do acelerador enquanto está sob adrenalina. A conclusão oficial da FAA era de que não havia evidências suficientes para a causa provável da falha do sistema de leme.
Após a investigação de acidente mais longa na história do NTSB, durando mais de quatro anos e meio, o NTSB divulgou seu relatório final em 24 de março de 1999. O NTSB concluiu que o acidente foi devido a falha mecânica:
O Conselho Nacional de Segurança nos Transportes determina que a causa provável do acidente com o Voo 427 da USAir foi a perda de controle da aeronave resultante do movimento da superfície do leme até seu limite de força. A superfície do leme provavelmente desviou em uma direção oposta aquela comandada pelos pilotos como resultado de um travamento da válvula secundária da unidade de controle de potência do leme principal para o deslocamento do alojamento da válvula servo de sua posição neutra e ultrapassagem da válvula primária.
O NTSB concluiu que problemas semelhantes de leme causaram a queda anteriormente misteriosa do Voo United Airlines 585 em 3 de março de 1991 e o incidente envolvendo o Voo Eastwind Airlines 517 de 9 de junho de 1996, ambos Boeing 737. O relatório final também incluiu respostas detalhadas aos argumentos da Boeing sobre as causas dos três acidentes.

### Consequências
No momento do acidente, o Voo 427 foi o segundo acidente mais mortal envolvendo um Boeing 737 (todas as séries), sendo o nono mais mortal. Foi também o sétimo desastre de aviação mais mortal da história dos Estados Unidos e o mais mortal nos Estados Unidos envolvendo um 737, ocupando atualmente o décimo primeiro lugar. O acidente marcou a quinta queda da USAir no período de 1989 a 1994. A Comunidade da Pensilvânia gastou aproximadamente $ 500 000 em recuperação e limpeza do local do acidente.
A FAA discordou da conclusão de causa provável do NTSB e Tom McSweeney, o diretor de certificação de aeronaves da FAA, emitiu uma declaração no mesmo dia em que foi emitida: "Acreditamos, tanto quanto estudamos esta aeronave e este sistema de leme, que as ações que tomamos garantem um nível de segurança compatível com qualquer aeronave."
No entanto, a FAA mudou sua atitude após uma força-tarefa especial, o Conselho de Teste e Avaliação de Engenharia, relatou em julho de 2000 que havia detectado 46 falhas e travamentos potenciais no sistema de leme 737 que poderiam ter efeitos catastróficos. Em setembro de 2000, a FAA anunciou que queria que a Boeing redesenhasse o leme para todas as iterações do 737, das quais havia então mais de 3 400 apenas nos EUA.
A USAir submeteu ao NTSB que os pilotos deveriam receber treinamento em relação à velocidade de cruzamento de um avião e recuperação da deflexão total do leme. Como resultado, os pilotos foram avisados e treinados como lidar com a autoridade insuficiente de aileron a uma velocidade no ar igual ou inferior a 190 nós (352 km/h), anteriormente a velocidade de aproximação usual para um Boeing 737. A Boeing manteve que a causa mais provável do acidente foi que o co-piloto inadvertidamente desviou o leme rígido na direção errada enquanto estava em pânico e por razões desconhecidas manteve esta entrada até o impacto com o solo. A Boeing concordou em reprojetar o sistema de controle do leme com um backup redundante e pagou pelo retrofit de toda a frota mundial de 737. Como uma das principais recomendações do NTSB, as companhias aéreas foram obrigadas a adicionar quatro canais adicionais de informação - comandos do pedal do leme do piloto - em gravadores de dados de voo, com os quais a FAA deu prazo às companhias aéreas até agosto de 2001 para cumprir. Em 2016, o ex-investigador John Cox afirmou que o tempo até agora provou que o NTSB estava correto em suas descobertas devido à ausência de um incidente de reversão do leme desde o redesenho da Boeing.
Após a resposta da companhia aérea ao acidente com o Voo 427, o Congresso dos Estados Unidos exigiu que as companhias aéreas tratassem com mais sensibilidade os familiares das vítimas. A USAir parou de usar o Voo 427 como um número de voo. O Voo 427 foi o segundo acidente fatal da USAir em pouco mais de dois meses, após o Voo USAir 1016 no Aeroporto Internacional de Charlotte-Douglas em julho de 1994. Os acidentes contribuíram para a crise financeira que a USAir estava enfrentando na época.